# میخ‌پنجه قرقاولی

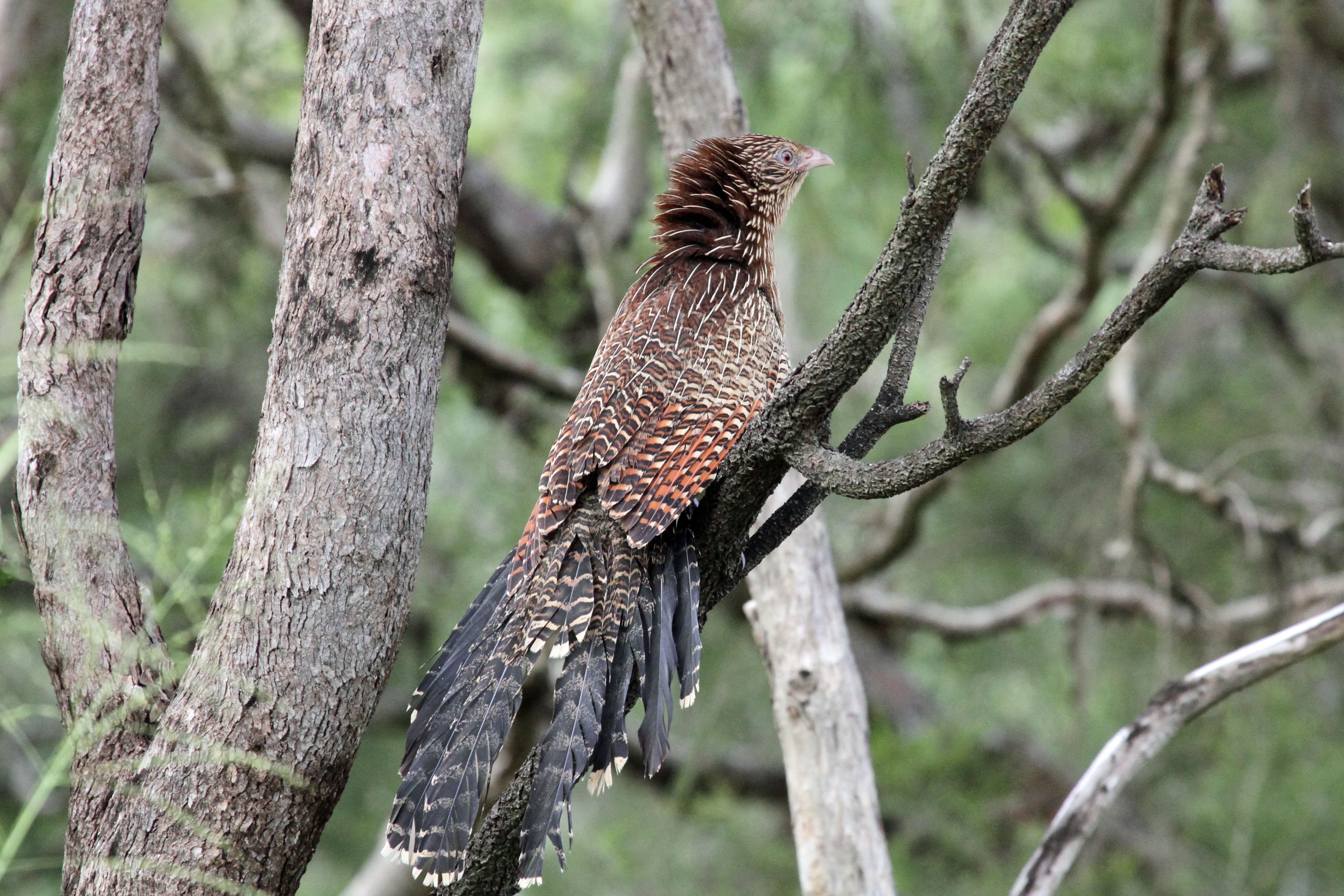
میخ‌پنجه قرقاولی

میخ‌پنجه قَرقاوُلی (نام علمی: Centropus phasianinus) نام یک گونه از سرده میخ‌پنجه است.